# N-Methyltransferasen
N-Methyltransferasen sind Enzyme, die eine Methylgruppe auf Amine übertragen.

## Eigenschaften
Als Methyltransferasen übertragen sie eine Methylgruppe von S-Adenosylmethionin auf ihr jeweiliges Substrat. Die vermutlich bekanntesten N-Methyltransferasen sind die Histon-Methyltransferasen, die an der Entfaltung von DNA und an der Epigenetik beteiligt sind. Neben den O-Methyltransferasen und den vergleichsweise selteneren C-Methyltransferasen sind N-Methyltransferasen der dritte Typ der Methyltransferasen.